# 书堂石遗址
书堂石遗址，位于中国广东省韶关市翁源县龙仙镇三华村，为翁源县的一个省级文物保护单位，类型为古遗址，公布时间为2019年4月19日。
书堂石遗址的历史年代为明清。